# Martijn van Zijtveld
Martijn van Zijtveld (Hilversum, 13 juni 1985) is een Nederlands sportverslaggever en voetbalcommentator. Hij is onder meer bekend van ESPN, Veronica TV, RTL7 Darts en Ziggo Sport.

## Loopbaan
Van Zijtveld studeerde geschiedenis aan de Universiteit van Amsterdam, waar hij zich specialiseerde in sportgeschiedenis. Na zijn studie begon hij zijn carrière in dienst van Southfields, waar hij onder meer commentaar gaf bij samenvattingen van de Jupiler League op SBS6. Tegenwoordig geeft hij live-commentaar bij voetbalwedstrijden op ESPN (Eredivisie, Keuken Kampioen Divisie, Bundesliga, Europa League), Veronica TV (Champions League) en Ziggo Sport (Champions League, Premier League, La Liga). Daarnaast is hij sinds medio 2017 commentator bij RTL7 Darts, onder meer tijdens de WK's van 2018, 2019 en 2020. 
Martijn van Zijtveld is de zoon van diskjockey Cees van Zijtveld. Zijn jongere zus Carlijn van Zijtveld is actrice.